# Tournavaux
Tournavaux es una comuna francesa situada en el departamento de Ardenas, en la región de Gran Este.

## Demografía
| 145 | 133 | 120 | 128 | 120 | 147 | 230 |
| Para los censos de 1962 a 1999 la población legal corresponde a la población sin duplicidades (Fuente: INSEE [Consultar]) |     |     |     |     |     |     |